# Forces françaises aux Émirats arabes unis
La base française des Émirats arabes unis, anciennement l'implantation militaire française aux Émirats arabes unis (IMFEAU), est un ensemble de trois bases militaires de l'armée française située aux Émirats arabes unis hébergeant les forces françaises aux Émirats arabes unis.

## Historique
Cette installation permanente de forces françaises dans cet État qui a de fortes relations avec la France depuis les années 1970 est la conséquence directe de l’accord de défense qui lie les Émirats arabes unis à la France depuis janvier 1995.
En juillet 2007, à la suite d'une demande émirienne, la France s’était engagée à développer une présence militaire permanente dans ce pays. Elle a été annoncée en janvier 2008, lors d'une tournée dans le Golfe, par le président de la République française Nicolas Sarkozy et a été officiellement inaugurée le 26 mai 2009.
Elle s'inscrit dans « l'arc de crise » défini par le Livre blanc sur la Défense et la Sécurité nationale publié en juin 2008.
Durant le second semestre 2010, six exemplaires du camion équipé d'un système d'artillerie sont affectés à cette base. Le 31 juillet 2011, la 13e demi-brigade de Légion étrangère a quitté Djibouti pour s'implanter à Abou Dhabi. En 2016, cette formation a déménagé sur le camp du Larzac et a été remplacée par le 5e régiment de cuirassiers recréé pour l'occasion.  
L'IMFEAU est équipé des armements français les plus récents, tels que le PVP, l'Aravis et le VBCI, pour devenir une vitrine de l'armement terrestre.
La base participe à l'opération Chammal durant la guerre civile irakienne à partir du 20 septembre 2014.

## Caractéristiques
Les forces françaises aux Émirats arabes unis sont commandées par un officier général qui est à la fois commandant des forces françaises aux Émirats arabes unis (COMFOR FFEAU) et commandant la zone maritime océan Indien (ALINDIEN). Il dispose d'un état-major interarmées et de 700 militaires.
Répartie en trois implantations distinctes, la base française des EAU comprend:
- une base navale, un groupement de soutien et un état-major interarmées dans le port de Mina Zayed au bout du port de commerce qui s'étend sur 8 hectares et disposant d'un quai de 300 mètres de long pour 200 mètres de profondeur et 10 mètres de tirant d'eau pouvant accueillir tous les bâtiments de la marine nationale française y compris le porte-avions Charles de Gaulle. Le bâtiment de commandement et de soutien dispose de 70 stations de travail, abritera 80 personnels non combattants et servira de quartier-général à cette implantation et à la flotte de l'océan Indien[8]. La zone technique est composée d'une armurerie, dépôt de munitions, zone de stockage, hangars pour la logistique et d'un atelier de maintenance et la zone vie à trois petits bâtiments d'un total de 320 couchages pour l'hébergement des éléments tournants de la BNS, soit la moitié de effectif de 400 à 500 personnels à terme. Un bâtiment est destiné à la restauration pouvant servir 300 couverts en moyenne par repas et capable d'assumer des pics à 500 couverts. Une infirmerie, un gymnase et un espace destiné au sport ont été construits. La construction de cette base sortie ex nihilo du sol a nécessité un an de travail à partir d'avril 2008 à 300 ouvriers le jour, 50 la nuit sur un chantier tournant 24 heures sur 24. Dans les années 2000, une trentaine de navires de guerre français font escale par an à Abou Dhabi[9];
- la base aérienne 104 Al Dhafra  a d'abord abrité, à sa "création" en octobre 2008, 3 Mirages 2000-5F du Groupe de Chasse 1/2 Cigogne. Cette unité a été renforcée en 2010 par l'escadron de chasse 3/33 Lorraine avec 3 Rafale.  En 2011, les trois Mirage 2000-5F quittent définitivement cette base pour effectuer la mission Harmattan. La base aérienne accueille aussi un avion ravitailleur. Cette grande base aérienne regroupant la majorité des avions de combat émiriens ainsi que des avions de l'USAF;
- le 5e RC formant un groupement tactique interarmes (GTIA) blindé basé à Zayed military city, près de 65 km de la ville d'Abou Dabi et comprenant une compagnie de commandement et des services, un escadron blindé, une compagnie d’infanterie et une compagnie d'appui ; ces unités sont armées tour à tour par des unités venant de métropole.

En novembre 2010, Louis Giscard d'Estaing estime que l'IMFEAU coûtera 75 millions d'euros par an en moyenne, dont 36 millions d'euros en rémunérations. Le montant s'était établi, en 2009 à 23 millions d'euros dont 7,7 millions d'euros pour les surplus de rémunération. L'émirat financera le coût de fonctionnement qui s'élèvera entre 15 et 20 millions d'euros par an.